# Sen potwora
Sen potwora (tytuł oryginału: Le Sommeil du Monstre) – francuski komiks science-fiction autorstwa Enkiego Bilala, opublikowany w 1998 nakładem wydawnictwa Les Humanoïdes Associés. Polskie tłumaczenie ukazało się w 2002 nakładem wydawnictwa Egmont Polska. Sen potwora otwiera czteroczęściowy cykl znany jako Tetralogia potwora, składający się też z komiksów: 32 grudnia (2003), Spotkanie w Paryżu (2006) i Czwórka? (2007).  

## Fabuła
Sen potwora ukazuje przygody Nike'a, Amira i Leyli, sierot z Sarajewa, rozdzielonych w dzieciństwie, lecz podświadomie wciąż szukających się przez dorosłe życie. 